# Berriac
Berriac é uma comuna francesa na região administrativa de Occitânia, no departamento de Aude. Estende-se por uma área de 2,67 km². Em 2010 a comuna tinha 1 003 habitantes (densidade: 375,7 hab./km²).